# 24 Hores de Montjuïc 1956
L'edició de 1956 de les 24 Hores de Montjuïc fou la 2a d'aquesta prova, organitzada per la Penya Motorista Barcelona al Circuit de Montjuïc el cap de setmana del 7 i 8 de juliol.

## Classificació general
| Posició | Pilot 1          | Pilot 2                     | Motocicleta       | Voltes |
| ------- | ---------------- | --------------------------- | ----------------- | ------ |
| 1       | Juan Elizalde    | Arturo Elizalde "Lucas"     | Montesa Sport 142 | 549    |
| 2       | "Foca"           | Josep Sol                   | Montesa 125       | 536    |
| 3       | Marcel Cama      | Sirera                      | Montesa Sport     | 535    |
| 4       | España           | Marquès                     | Montesa 125       | 534    |
| 5       | Andreu Basolí    | Paco Tombas                 | Derbi 500         | 514    |
| 6       | Ricard Fargas    | Manuel Relats               | Ducati 125        | 512    |
| 7       | Alfredo Flores   | Jordi Balasch               | Ducati 125        | 506    |
| 8       | Polo             | Josep Maria Rodà            | Ducati 125        | 503    |
| 9       | Joan Soler Bultó | Josep Maria Llobet "Turuta" | Montesa Sport     | 497    |
| 10      | Aragonès         | Estapé                      | Sanglas 500       | 495    |

1. ↑  2.082,266 km totalitzats, a una velocitat mitjana de 86,761 km/h.

## Guanyadors per categories

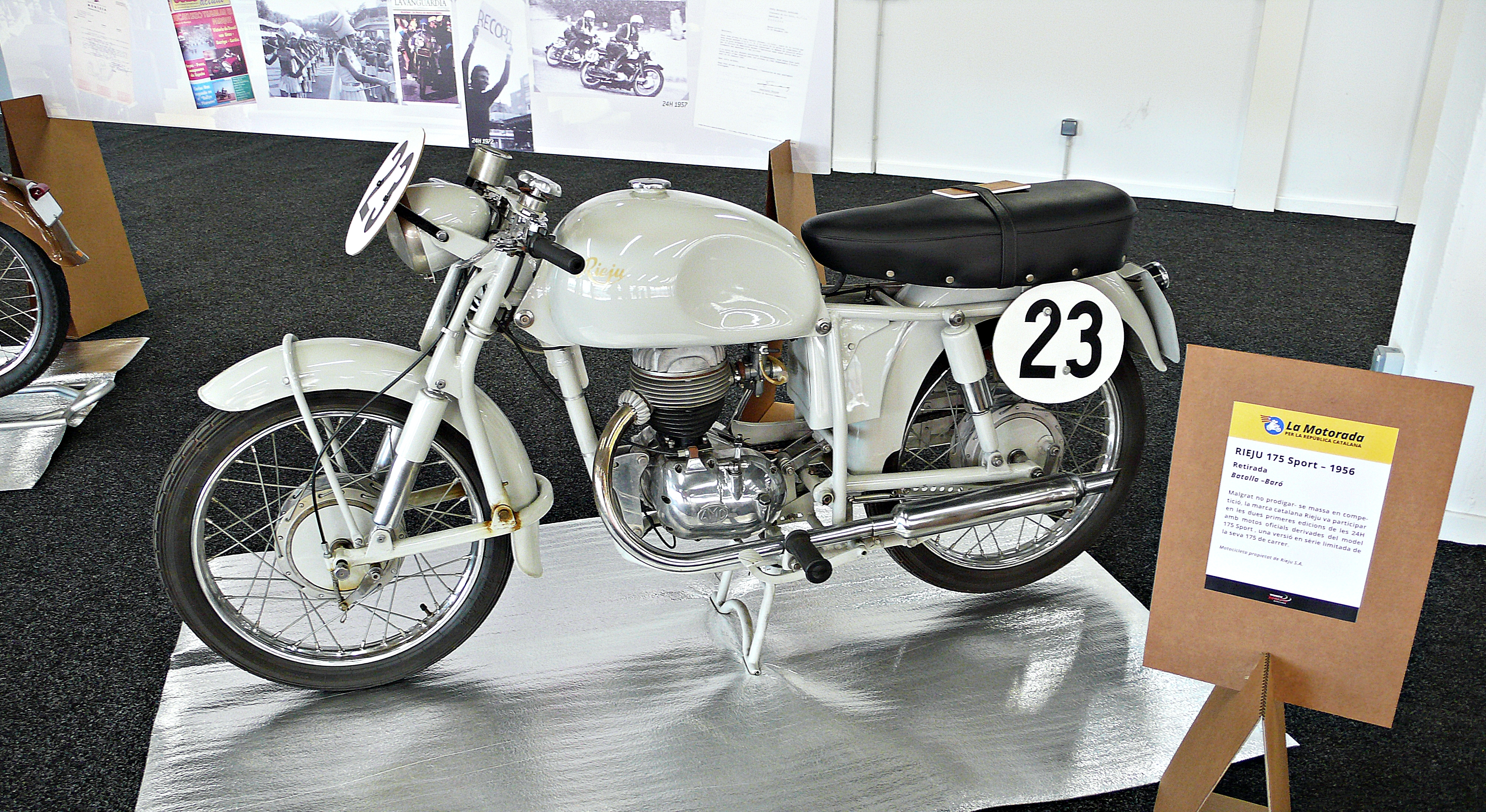
La Rieju 175cc que pilotaren Jordi Batalla i Manel Baró a les 24 Hores de Montjuïc de 1956

### Motocicletes esportives
| Categoria | Pilot 1       | Pilot 2                 | Motocicleta | Voltes |
| --------- | ------------- | ----------------------- | ----------- | ------ |
| 125 cc    | Ricard Fargas | Manuel Relats           | Ducati      | 512    |
| 250 cc    | Juan Elizalde | Arturo Elizalde "Lucas" | Montesa     | 549    |
| 500 cc    | Andreu Basolí | Paco Tombas             | Derbi       | 514    |

### Motocicletes comercials
| Categoria | Pilot 1    | Pilot 2       | Motocicleta         | Voltes |
| --------- | ---------- | ------------- | ------------------- | ------ |
| 100 cc    | U. Ferrari | J. Varadé     | Moto Guzzi Hispania | 443    |
| 125 cc    | "Foca"     | Josep Sol     | Montesa 125         | 536    |
| 175 cc    | González   | Manuel Traver | Evycsa              | 432    |
| 250 cc    | Lluch      | Jaume Borrull | Lube-NSU            | 494    |

## Trofeus addicionals
| Trofeu                                        | Guanyador                                         |
| --------------------------------------------- | ------------------------------------------------- |
| II Trofeu "El Centauro" de El Mundo Deportivo | Montesa (Juan Elizalde - Arturo Elizalde "Lucas") |
| Trofeu "Productos Carlen"                     | Montesa                                           |